# Scuola di Rouen

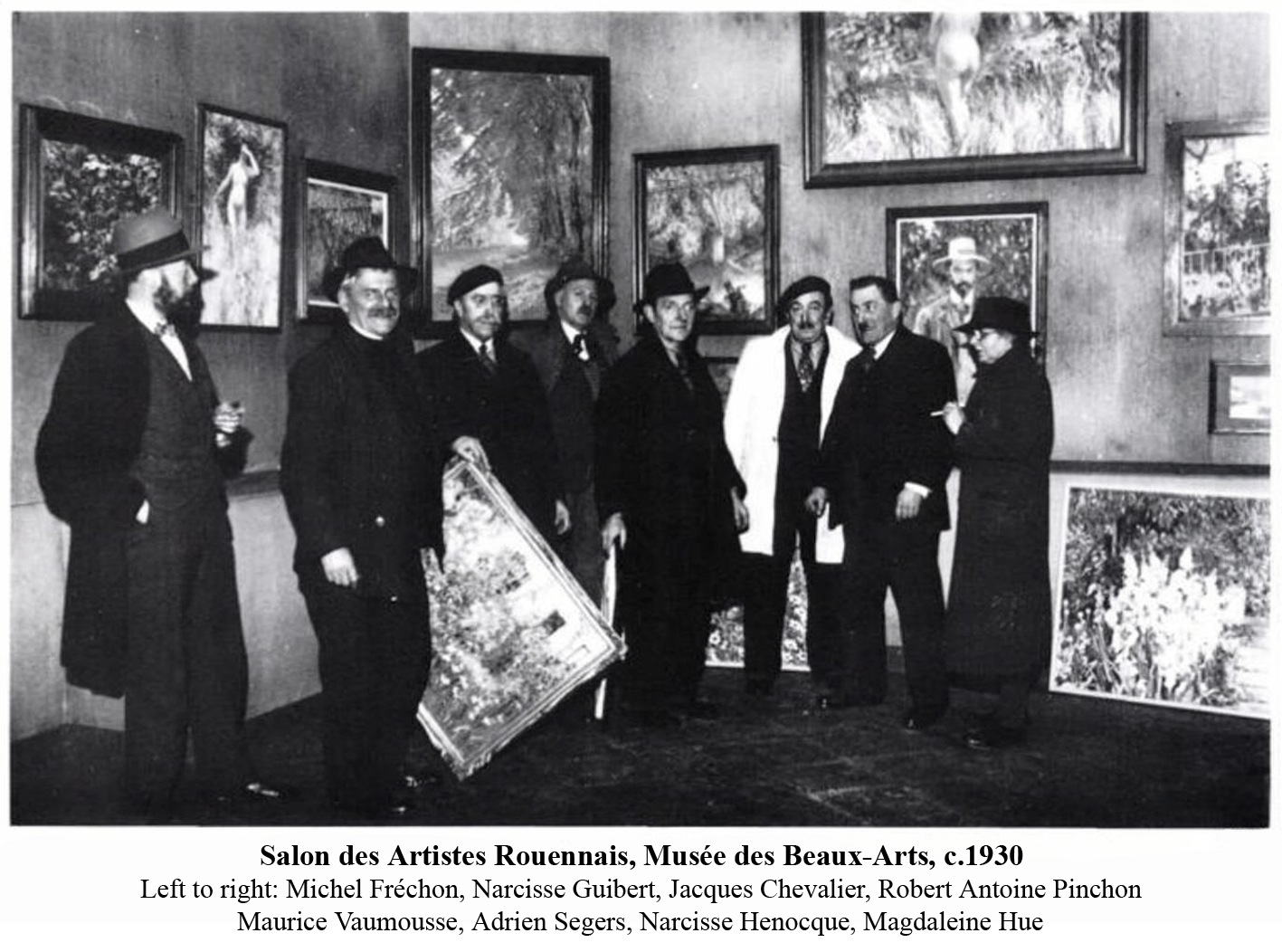
Salon des Artistes Rouennais, Musée des beaux-arts de Rouen, c.1930

La Scuola di Rouen (in francese École de Rouen) è un termine usato per indicare la corrente pittorica di artisti o artigiani nati o che hanno lavorano a Rouen. Sotto questa denominazione figurano tutti i prodotti artistici di Rouen, come le Rouen faience dal Cinquecento al Settecento.
Il termine fu coniato nel 1902 da Arsène Alexandre nel suo catalogo di una mostra di Joseph Delattre nella galleria di Paul Durand-Ruel a Parigi. Alexandre lo usò per riferirsi a Joseph Delattre, Léon-Jules Lemaître, Charles Angrand e Charles Frechon, quattro artisti post-impressionisi, interessati al neo-impressionismo e in particolare il puntinismo di Seurat verso la fine del 1880. Alexandre ha usato anche il termine per una seconda generazione della Scuola di Rouen, tra cui Robert Antoine Pinchon e Pierre Dumont, tra gli altri, in relazione al fauvismo e al cubismo.

## Lavori principali

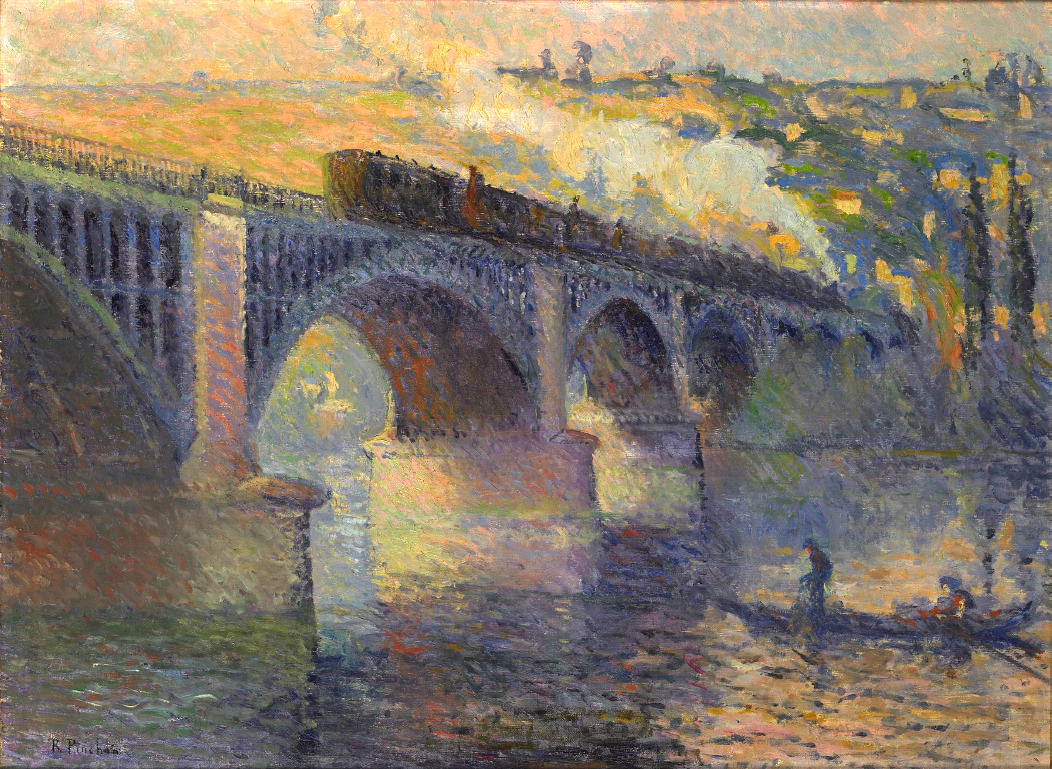
Robert Antoine Pinchon, Le Pont aux Anglais, soleil couchant (1905) Musée des Beaux-Arts de Rouen
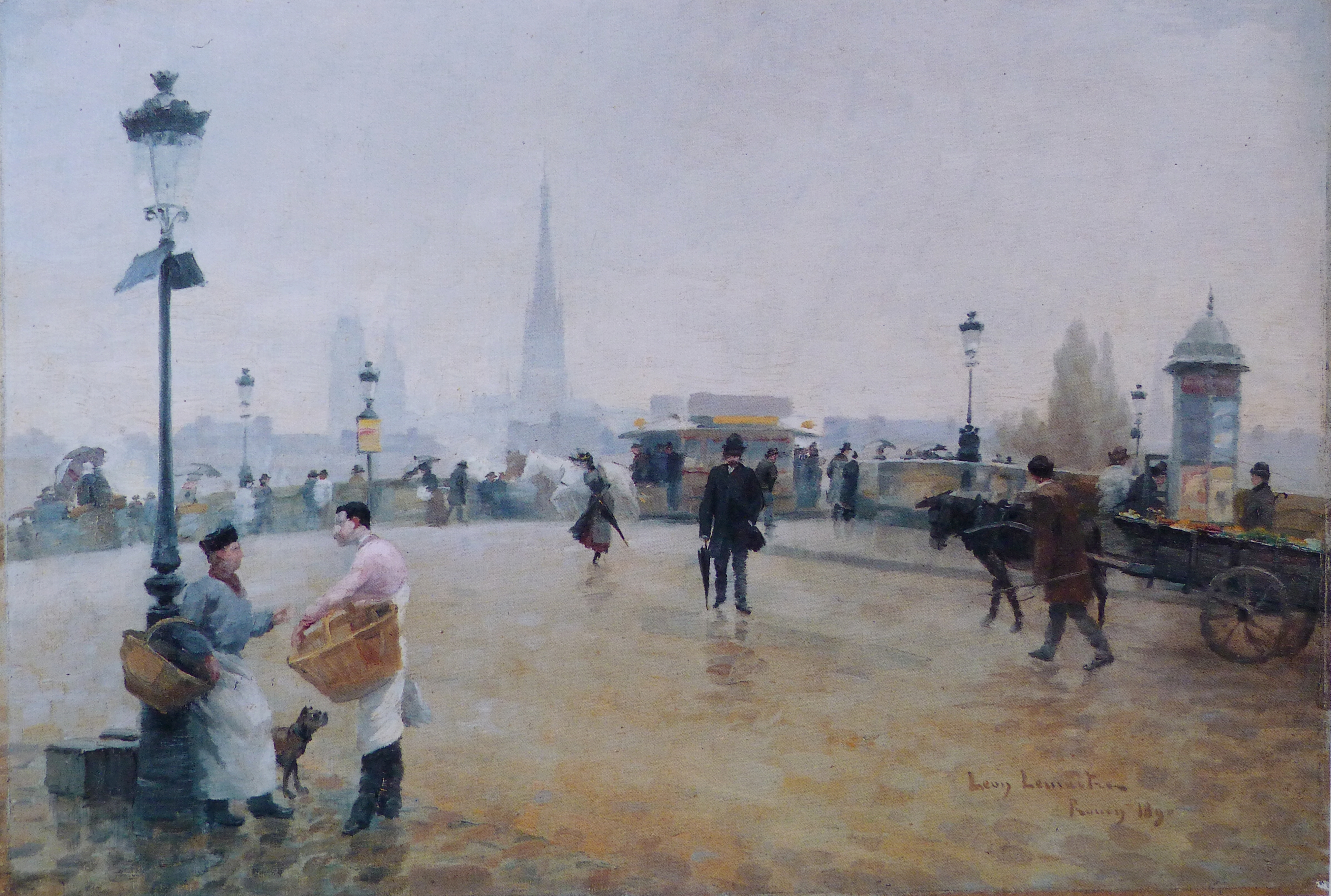
Léon-Jules Lemaître, Le Pont Corneille, Rouen, 1890
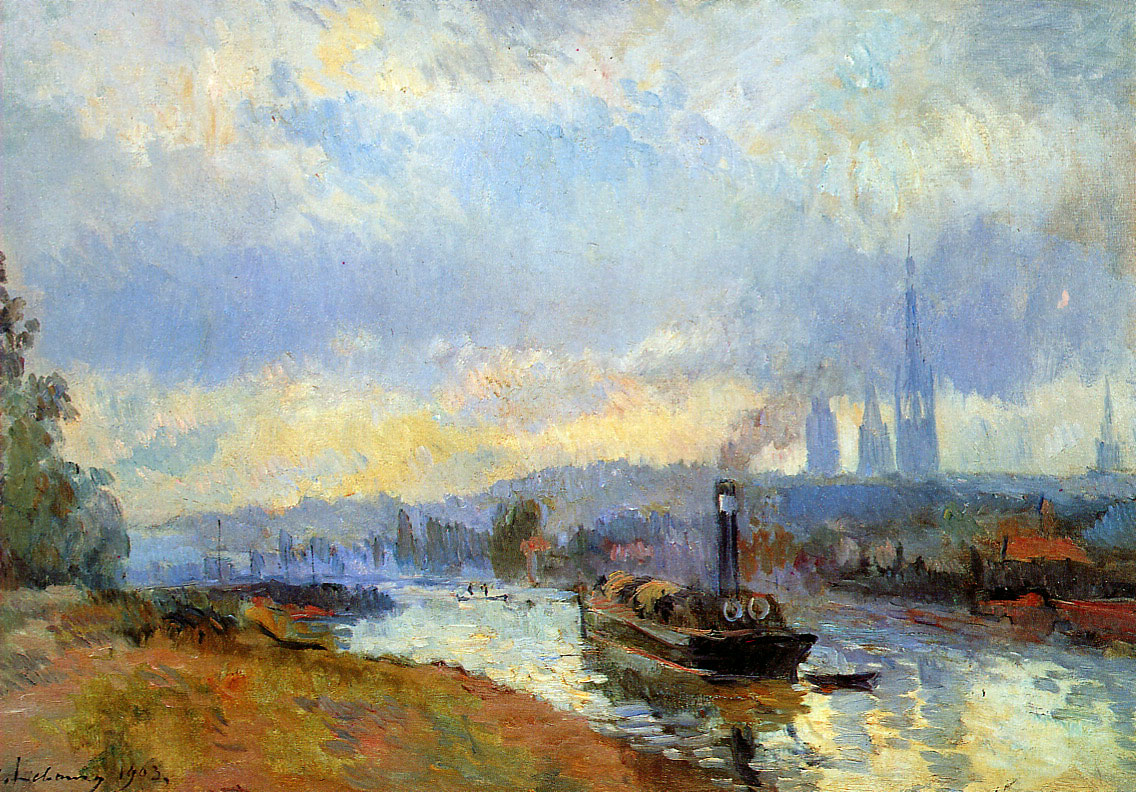
Albert Lebourg, Tow boats in Rouen Sun, 1900
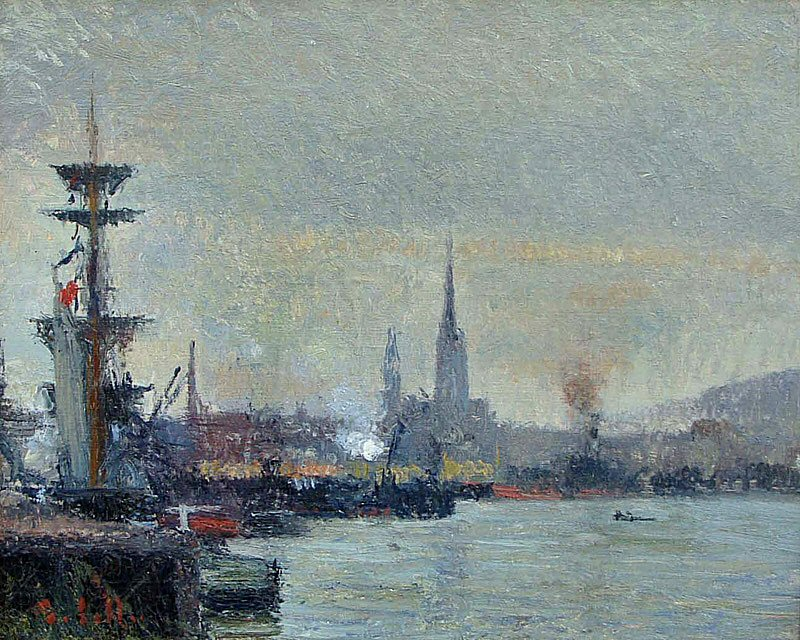
Joseph Delattre, Le Port de Rouen
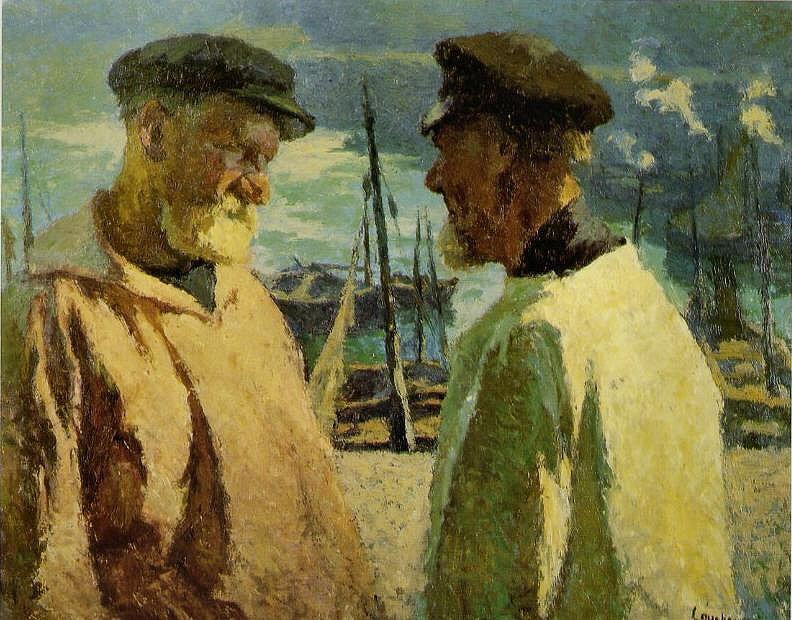
Marcel Couchaux, Pêcheurs à Honfleur, 1920
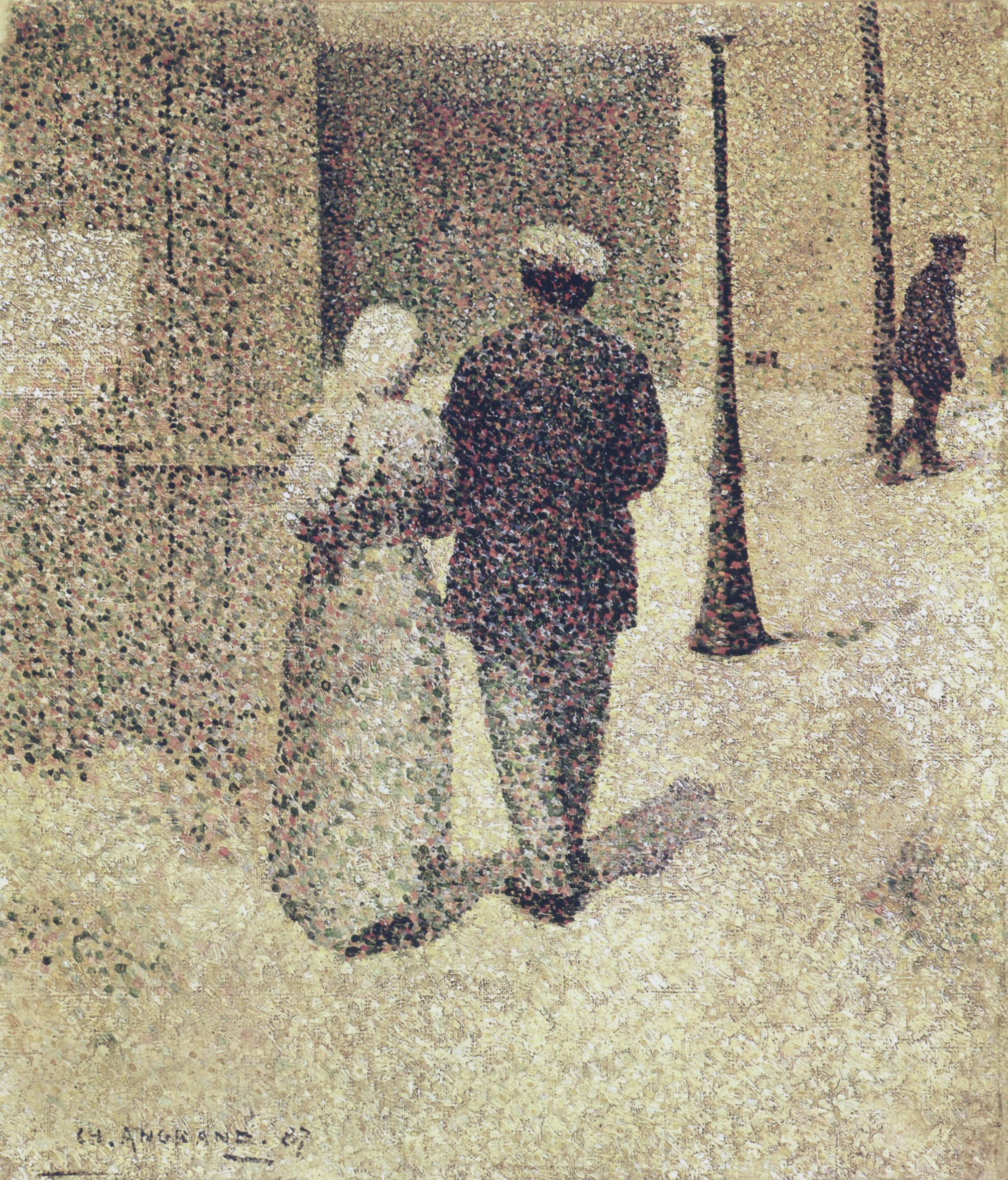
Charles Angrand, Couple dans la rue, 1887
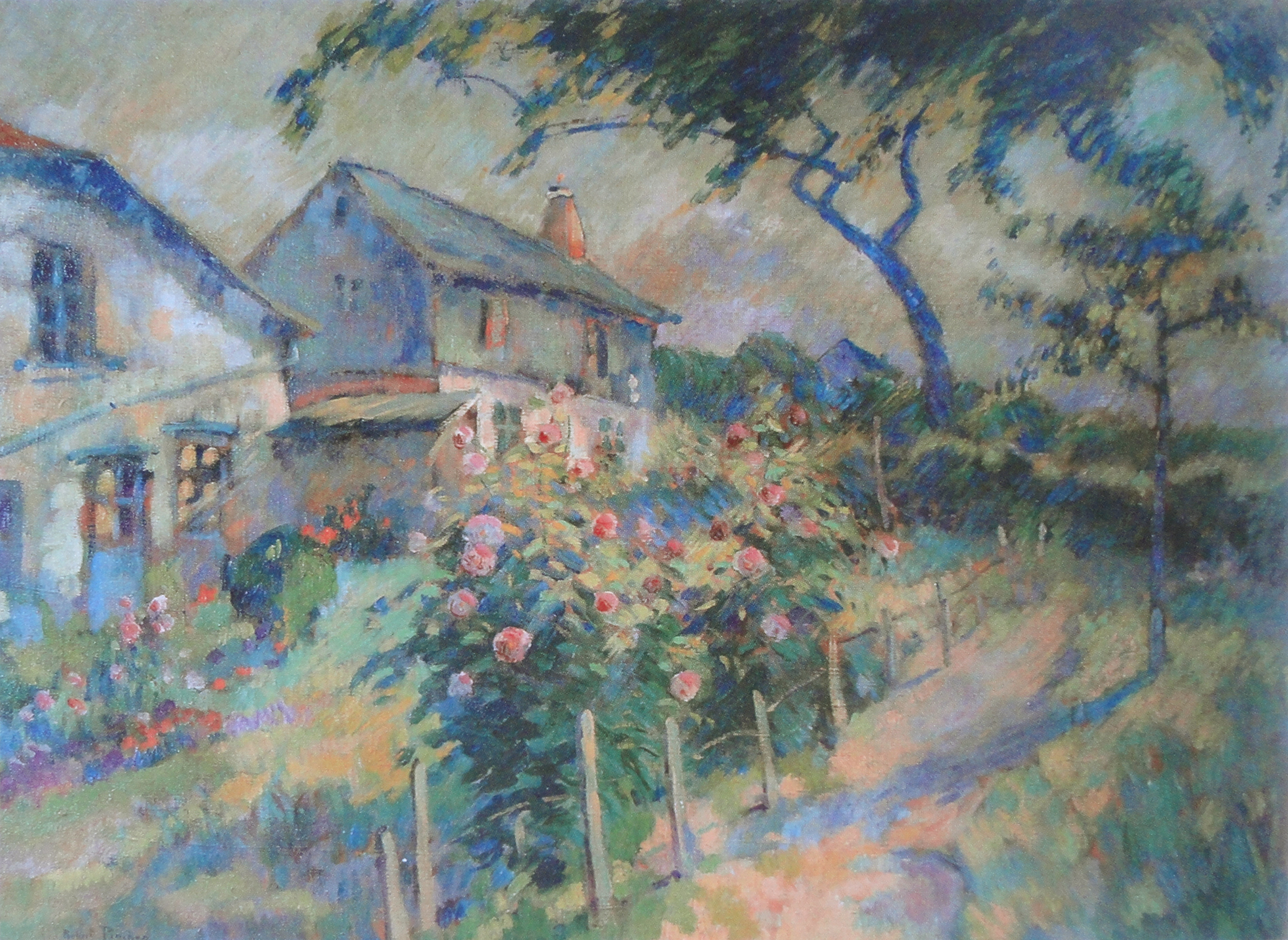
Robert Antoine Pinchon, Le Vallon du temps perdu
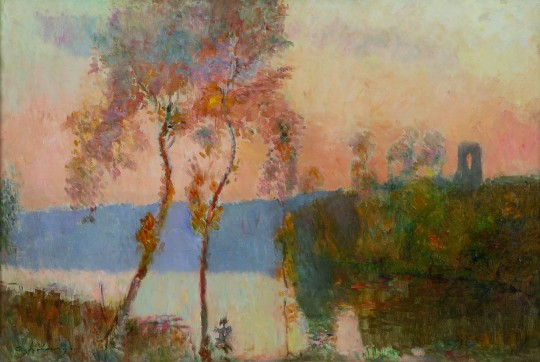
Albert Lebourg, Chalou Moulineux, 1910
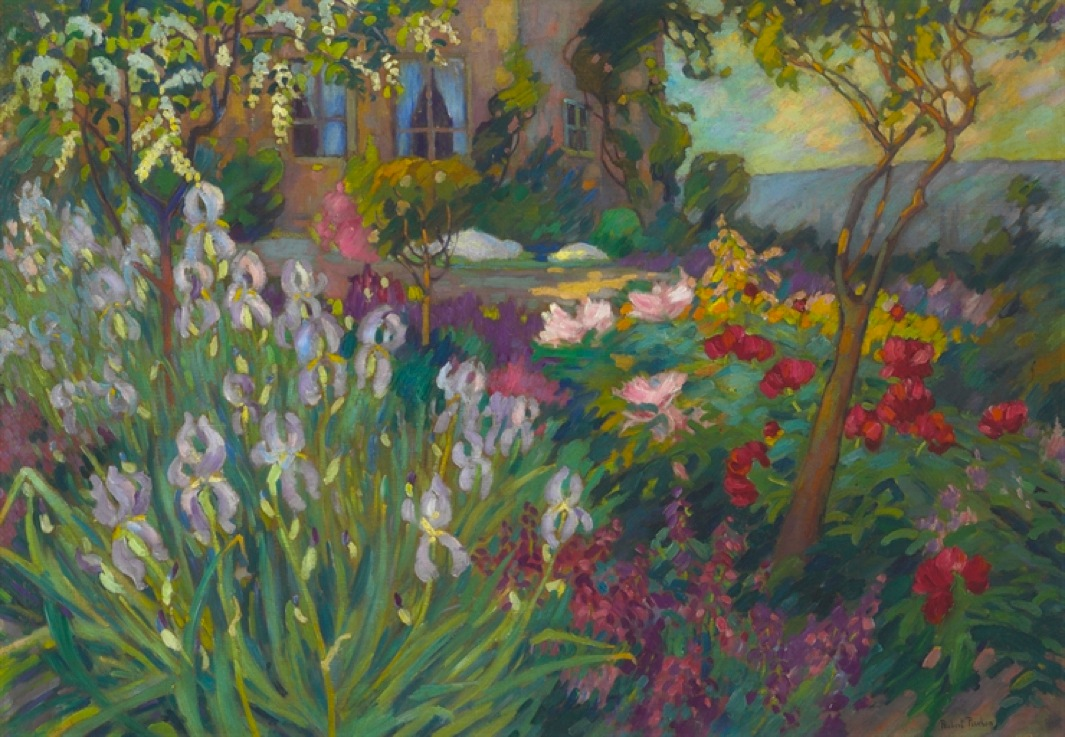
Robert Antoine Pinchon, Le jardin aux iris, c.1920

## Rappresentanti della Scuola
- Charles Angrand
- Edouard de Bergevin
- Léonard Bordes
- Georges Bradberry
- Marcel Couchaux
- Joseph Delattre
- Gaston Duhamel
- Pierre Dumont
- Alfred Dunet
- Charles Frechon
- Michel Frechon
- Narcisse Guilbert
- Narcisse Hénocque
- Pierre Hodé
- Magdeleine Hue
- Albert Lebourg
- Raimond Lecourt
- Léon-Jules Lemaître
- Pierre Le Trividic
- Gaston Loir
- Maurice Louvrier
- Hyppolite Madelaine
- Albert Malet
- Paul Mascart
- Robert Antoine Pinchon
- Raymond Quibel
- René Sautin
- Adrien Segers
- Eugène Tirvert
- Maurice Vaumousse
- Jean Charles Contel
- Isabelle de Ganay